# Five hundred meter Aperture Spherical Telescope

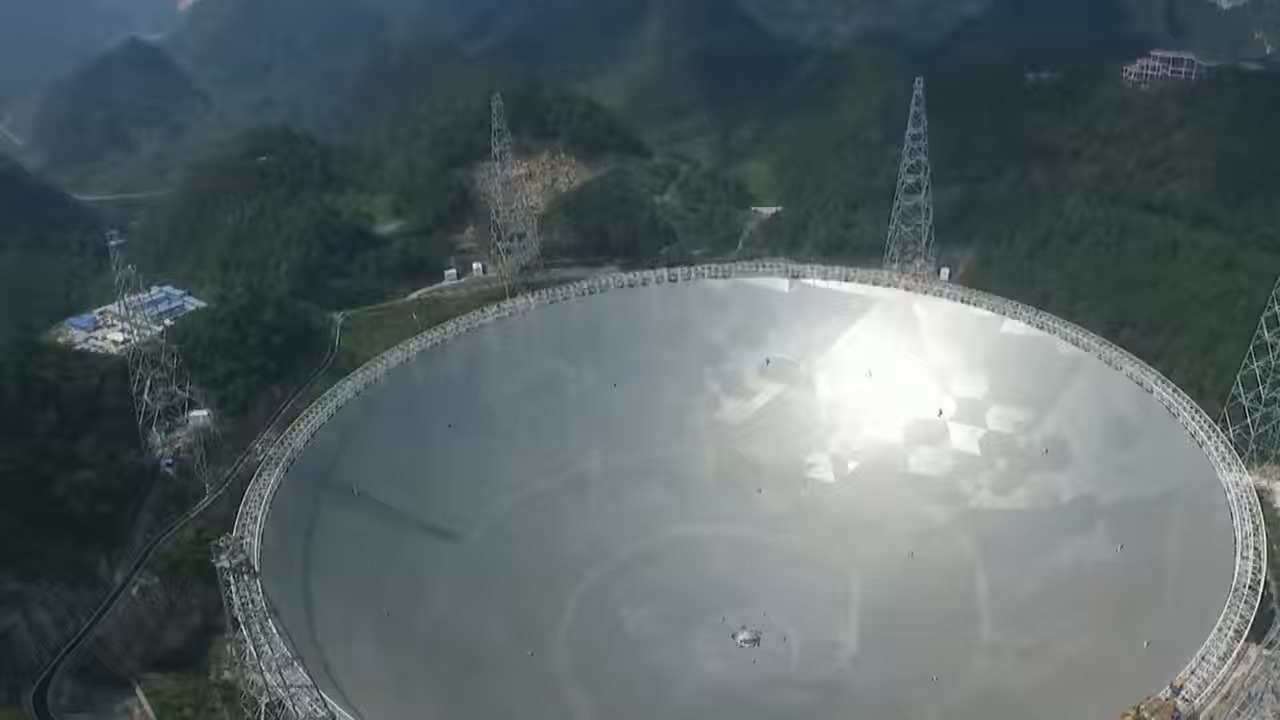
De telescoop in 2020

De Five hundred meter Aperture Spherical Telescope (FAST, 五百米口径球面射电望远镜) is een radiotelescoop die sinds 25 september 2016 in gebruik is in China.
Met een diameter van 500 meter, een Chinese li, was het bouwwerk bij de oplevering de grootste enkelvoudige telescoop ter wereld. Daarvoor was dat de 305 meter grote Arecibotelescoop in Puerto Rico uit 1963. Die telescoop werd in 2020 ontmanteld omdat deze zo zwaar beschadigd was dat hij op instorten stond.

## Bouw
Het eerste voorstel voor het project dateerde uit 1994. In 2008 gaf de National Development and Reform Commission (NDRC) de officiële goedkeuring voor de bouw.
De antenne is, net als de telescoop van Arecibo, gebouwd in een karst, een natuurlijke kom in de bergen van Pingtang County nabij het dorp Dawodang op 170 km ten zuidwesten van Duyun, de hoofdstad van de Autonome Buyei & Miao prefectuur Qiannan in de provincie Guizhou in het zuidoosten van het land. De omringende heuvels bieden niet alleen een goede ondersteuning voor de constructie, maar beschermen de telescoop ook tegen door mensen uitgezonden radiogolven, daarbij geholpen door de lage bevolkingsdichtheid en de achtergestelde ontwikkeling van het gebied. Ruim 9000 mensen moeten verhuizen omdat ze te dichtbij wonen.
De bouw begon met een ceremonie op 26 december 2008 en was in september 2016 afgerond. De kosten werden geraamd op 1,2 miljard yuan, ruim 160 miljoen euro. De hoofdingenieur is Nan Rendong van de National Astronomical Observatory of China, onderdeel van de Chinese Academie van Wetenschappen. De totale constructie is 800 m lang en breed. Twaalf plaatselijke huishoudens hebben moeten verhuizen naar een nieuwe woonomgeving.

## Metingen
De sferische schotel, opgebouwd uit 4600 panelen met een nuttige oppervlakte van 196.000 m2, kan in verschillende richtingen vervormen om waarnemingen te kunnen doen tot 40 graden van het zenit met een richtprecisie van 4 boogseconden. Het effectieve oppervlak heeft dan een apertuur van 300 meter. De metingen zijn drie keer zo gevoelig als die van Arecibo. Het scheidingsvermogen van de waarnemingen bedraagt enkele boogminuten.
De signaalontvanger is aan zes kabels boven de schotel opgehangen en in positie gehouden middels lasertechnologie.
De telescoop kan radiogolven detecteren met frequenties tussen 0,3 en 5,1 GHz. Volgens projectleider Nan richt de telescoop zich vooral op pulsars, veraf gelegen sterrenstelsels en andere radiobronnen.